# Widdama
Widdama was een steenhuis gelegen in de omgeving van Noordwolde (Groningen).
In de 14e eeuw is er sprake van een steenhuis in de omgeving van Noordwolde (Groningen). Er is verder weinig over bekend. Formsma e.a. (1987, 297) vermelden dat het steenhuis in 1384 door Aweke Widdama werd verkocht.